# Angela Campanella
Angela Campanella, (Roma, 24 de julho de 1963) é uma atriz de televisão e de cinema italiana.

## Biografia
Nasceu em Roma, em 1963, e começou sua carreira artistica no teatro, nas fotonovelas e nos spotes. Chegou ao cinema no começo dos anos 80 como Fautina no filme Il Marchese del Grillo, de Mario Monicelli. Trabalhou em poucos outros filmes, mas decidiu retirar-se à vida privada.

## Cinema
- 1981: Il Marchese del Grillo - Faustina
- 1982: Bomber - Lauretta
- 1982: Apocalisse di un terremoto